# 實麟
宗室實麟（穆麟德轉寫：uksun šilin），中國滿洲正白旗人，中國清朝政府官員，他於1759年接替官保出任巡視台灣監察御史，該官職滿漢人各一，而滿人的他與湯世昌為同任御史。